# Kéktorkú tündérkolibri
A kéktorkú tündérkolibri (Oreotrochilus cyanolaemus) a madarak osztályának sarlósfecske-alakúak (Apodiformes)  rendjébe és a kolibrifélék (Trochilidae) családjába tartozó faj.

## Rendszerezése
A fajt Francisco Sornoza-Molina, Juan F. Freile, Jonas Nilsson, Niels Krabbe, és Elisa Bonaccorso írták le 2018-ban. A szervezetek nagy része, még nem  jegyzi.

## Előfordulása
Dél-Amerikában, az Andok hegységben, Ecuador területén honos.

## Természetvédelmi helyzete
A Természetvédelmi Világszövetség Vörös listáján nem szerepel.